# Морозова, Дарья Сергеевна
Да́рья Серге́евна Моро́зова (род. 29 октября 1997, Дмитров, Московская область) — российская кёрлингистка.
Чемпионка России среди женщин и смешанных команд, обладатель Кубка России среди смешанных пар. В составе юниорской сборной России чемпионка мира (2019).
В «классическом» кёрлинге (команда из четырёх человек одного пола) играет в основном на позициях четвёртого и второго. Несколько сезонов была скипом команды.
Мастер спорта России международного класса (кёрлинг, 2019).

## Достижения
- Чемпионат России по кёрлингу среди женщин: золото (2024), бронза (2019, 2020, 2023).
- Чемпионат России по кёрлингу среди смешанных команд: золото (2022, 2023), серебро (2018, 2019, 2020, 2021), бронза (2014).
- Кубок России по кёрлингу среди смешанных команд: бронза (2018, 2019).
- Чемпионат России по кёрлингу среди смешанных пар: серебро (2016), бронза (2015, 2019, 2022).
- Кубок России по кёрлингу среди смешанных пар: золото (2012), серебро (2024).
- Чемпионат мира по кёрлингу среди юниоров: золото (2019).

## Команды
| Сезон                                               | Четвёртый           | Третий              | Второй                   | Первый                | Запасной                                                         | Турниры                                   |
| --------------------------------------------------- | ------------------- | ------------------- | ------------------------ | --------------------- | ---------------------------------------------------------------- | ----------------------------------------- |
| 2009—10                                             | Анастасия Москалёва | Марина Веренич      | Елена Ушакова            | Дарья Морозова        | Анна Ягодкина                                                    | ЧРЖ 2010 (13 место) (5 место гр. Б)       |
| 2010—11                                             | Марина Калинина     | Анастасия Москалёва | Марина Веренич           | Дарья Морозова        | Марина Вдовина                                                   | КРЖ 2010 (14 место)                       |
| 2010—11                                             | Марина Калинина     | Анастасия Москалёва | Марина Веренич           | Дарья Морозова        | Елена Ушакова                                                    | ЧРЖ 2011 (12 место) (4 место гр. Б)       |
| 2011—12                                             | Анастасия Москалёва | Дарья Морозова      | Марина Веренич           | Марина Вдовина        | Марина Калинина                                                  | КРЖ 2011 (7 место)                        |
| 2013—14                                             | Анастасия Москалёва | Марина Веренич      | Дарья Морозова           | Ольга Котельникова    |                                                                  | КРЖ 2013 (4 место)                        |
| 2015—16                                             | Дарья Морозова      | Ольга Котельникова  | Анастасия Москалёва      | Марина Вдовина        | Дарья Стёксова                                                   | ЧРЖ 2016 (6 место)                        |
| 2016—17                                             | Дарья Морозова      | Анастасия Москалёва | Ксения Шевчук            | Ольга Котельникова    |                                                                  | КРЖ 2016 (11 место)                       |
| 2016—17                                             | Мария Бакшеева      | Дарья Морозова      | Мария Комарова           | Екатерина Кузьмина    | Ольга Котельникова тренер: Алексей Целоусов                      | ЧМЮ 2017 (6 место)                        |
| 2016—17                                             | Дарья Морозова      | Анастасия Москалёва | Ольга Котельникова       | Дарья Стёксова        | тренер: Татьяна Лукина                                           | ЧРЖ 2017 (6 место)                        |
| 2017—18                                             | Дарья Морозова      | Ольга Котельникова  | Александра Кардапольцева | Дарья Стёксова        |                                                                  | КРЖ 2017 (9 место)                        |
| 2017—18                                             | Дарья Морозова      | Анастасия Москалёва | Ольга Котельникова       | Дарья Стёксова        | Александра Кардапольцева                                         | ЧРЖ 2018 (8 место)                        |
| 2018—19                                             | Влада Румянцева     | Дарья Морозова      | Ирина Рязанова           | Анастасия Мищенко     | Вера Тулякова (ЧМЮ) тренер: Андрей Дроздов                       | ЧМЮ 2019 · ЧРЖ 2019                       |
| 2020—21                                             | Анастасия Москалёва | Ольга Котельникова  | Дарья Морозова           | Дарья Стёксова        | Дарья Панченко тренеры: Татьяна Лукина, Марина Веренич           | КРЖ 2020 (11 место)                       |
| 2020—21                                             | Ольга Котельникова  | Анастасия Москалёва | Дарья Морозова           | Дарья Стёксова        | Дарья Панченко тренеры: Татьяна Лукина, Марина Веренич           | ЧРЖ 2020                                  |
| 2020—21                                             | Ольга Котельникова  | Анастасия Москалёва | Дарья Морозова           | Дарья Стёксова        | Дарья Панченко тренеры: Татьяна Лукина, Марина Веренич           | ЧРЖ 2021 (5 место)                        |
| 2021—22                                             | Ольга Котельникова  | Анастасия Москалёва | Дарья Морозова           | Дарья Стёксова        | Дарья Панченко тренеры: Татьяна Лукина, Марина Веренич           | КРЖ 2021 (11 место) ЧРЖ 2022 (10 место)   |
| 2022—23                                             | Анастасия Москалёва | Дарья Морозова      | Ольга Котельникова       | Дарья Стёксова        | тренеры: Татьяна Лукина, Марина Веренич                          | КРЖ 2022 (11 место)                       |
| 2022—23                                             | Влада Румянцева     | Ирина Рязанова      | Дарья Морозова           | Анастасия Мищенко     | Александра Кардапольцева тренеры: Татьяна Лукина, Марина Веренич | ЧРЖ 2023                                  |
| 2023—24                                             | Влада Румянцева     | Ирина Рязанова      | Дарья Морозова           | Анастасия Мищенко     | тренеры: Алексей Стукальский, Марина Веренич                     | КРЖ 2023 (4 место)                        |
| 2023—24                                             | Ирина Рязанова      | Дарья Морозова      | Анастасия Мищенко        | Александра Мельникова | Дарья Стёксова тренеры: Алексей Стукальский, Марина Веренич      | ЧРЖ 2024                                  |
| 2024—25                                             | Анастасия Москалёва | Дарья Морозова      | Анастасия Мищенко        | Александра Мельникова | Алина Лёц тренеры: В.Н Гудин, А.Д. Грецкая                       | КРЖ 2024 (10 место)                       |
| 2024—25                                             | Влада Румянцева     | Анастасия Москалёва | Анастасия Мищенко        | Александра Мельникова | Дарья Морозова тренеры: Василий Гудин, А.Д. Грецкая              | ЧРЖ 2025 (5 место)                        |
| Кёрлинг среди смешанных команд (mixed curling)      |                     |                     |                          |                       |                                                                  |                                           |
| 2009—10                                             | Марина Калинина     | Михаил Васьков      | Дарья Морозова           | Александр Коршунов    | Елена Ушакова Алексей Куликов                                    | ЧРСК 2010 (9 место)                       |
| 2011—12                                             | Алексей Куликов     | Марина Вдовина      | Александр Ерёмин         | Дарья Морозова        |                                                                  | КРСК 2011 (14 место)                      |
| 2011—12                                             | Василий Тележкин    | Дарья Морозова      | Павел Мишин              | Ольга Котельникова    | Александр Ерёмин                                                 | ЧРСК 2012 (11 место)                      |
| 2012—13                                             | Василий Тележкин    | Дарья Морозова      | Алексей Куликов          | Анна Грецкая          |                                                                  | ЧРСК 2013 (4 место)                       |
| 2013—14                                             | Василий Тележкин    | Дарья Морозова      | Алексей Куликов          | Марина Вдовина        | Алексей Тузов                                                    | ЧРСК 2014                                 |
| 2014—15                                             | Василий Тележкин    | Дарья Морозова      | Алексей Куликов          | Марина Вдовина        |                                                                  | КРСК 2014 (7 место)                       |
| 2016—17                                             | Александр Ерёмин    | Дарья Морозова      | Алексей Тузов            | Ольга Котельникова    |                                                                  | ЧРСК 2017 (5 место)                       |
| 2017—18                                             | Дарья Морозова      | Вадим Сивачёв       | Ольга Котельникова       | Роман Сергеев         |                                                                  | КРСК 2017 (5 место)                       |
| 2017—18                                             | Александр Ерёмин    | Дарья Морозова      | Алексей Тузов            | Ирина Рязанова        |                                                                  | ЧРСК 2018                                 |
| 2018—19                                             | Михаил Васьков      | Влада Румянцева     | Алексей Тузов            | Дарья Морозова        |                                                                  | КРСК 2018                                 |
| 2018—19                                             | Александр Ерёмин    | Анастасия Москалёва | Алексей Тузов            | Дарья Морозова        |                                                                  | ЧРСК 2019                                 |
| 2019—20                                             | Александр Ерёмин    | Анастасия Москалёва | Алексей Тузов            | Дарья Морозова        | тренеры (ЧРСК): Т.А. Лукина, А.Д. Грецкая                        | КРСК 2019 · ЧРСК 2020                     |
| 2019—20                                             | Александр Ерёмин    | Анастасия Москалёва | Даниил Горячев           | Дарья Морозова        | тренер: Василий Гудин                                            | ЧМСК 2019 (9 место)                       |
| 2020—21                                             | Михаил Васьков      | Ольга Котельникова  | Алексей Тузов            | Дарья Морозова        |                                                                  | ЧРСК 2021                                 |
| 2021—22                                             | Михаил Васьков      | Анастасия Москалёва | Александр Ерёмин         | Дарья Морозова        | тренеры: Т.А. Лукина, А.Д. Грецкая                               | ЧРСК 2022                                 |
| 2022—23                                             | Михаил Васьков      | Анастасия Москалёва | Александр Ерёмин         | Дарья Морозова        | тренер: Татьяна Лукина                                           | КРСК 2022 (4 место)                       |
| 2022—23                                             | Михаил Васьков      | Дарья Морозова      | Александр Ерёмин         | Анастасия Москалёва   | тренер: Татьяна Лукина                                           | ЧРСК 2023                                 |
| Кёрлинг среди смешанных пар (mixed doubles curling) |                     |                     |                          |                       |                                                                  |                                           |
| 2011—12                                             | ? Горюнов           | Дарья Морозова      |                          |                       |                                                                  | ЧРСП 2012 (19 место)                      |
| 2012—13                                             | Александр Ерёмин    | Дарья Морозова      |                          |                       |                                                                  | КРСП 2012 · ЧРСП 2013 (9 место)           |
| 2013—14                                             | Александр Ерёмин    | Дарья Морозова      |                          |                       |                                                                  | КРСП 2013 (15 место) ЧРСП 2014 (11 место) |
| 2014—15                                             | Дарья Морозова      | Алексей Тузов       |                          |                       |                                                                  | КРСП 2014 (9 место)                       |
| 2014—15                                             | Александр Ерёмин    | Дарья Морозова      |                          |                       |                                                                  | ЧРСП 2015                                 |
| 2015—16                                             | Дарья Морозова      | Алексей Тузов       |                          |                       |                                                                  | КРСП 2015 (6 место)                       |
| 2015—16                                             | Дмитрий Антипов     | Дарья Морозова      |                          |                       |                                                                  | ЧРСП 2016                                 |
| 2016—17                                             | Александр Ерёмин    | Дарья Морозова      |                          |                       |                                                                  | ЧРСП 2017 (5 место)                       |
| 2017—18                                             | Дарья Морозова      | Кирилл Савенков     |                          |                       |                                                                  | ЧРСП 2018 (5 место)                       |
| 2018—19                                             | Дарья Морозова      | Алексей Тузов       |                          |                       |                                                                  | ЧРСП 2019                                 |
| 2019—20                                             | Дарья Морозова      | Алексей Тузов       |                          |                       |                                                                  | КРСП 2019 (5 место)                       |
| 2020—21                                             | Дарья Морозова      | Алексей Тузов       |                          |                       |                                                                  | КРСП 2020 (13 место)                      |
| 2020—21                                             | Дарья Морозова      | Михаил Васьков      |                          |                       |                                                                  | ЧРСП 2021 (6 место)                       |
| 2021—22                                             | Дарья Морозова      | Кирилл Суровов      |                          |                       |                                                                  | КРСП 2021 (11 место)                      |
| 2021—22                                             | Дарья Морозова      | Михаил Васьков      |                          |                       | тренеры: А.Д. Грецкая, Д.Н. Степанов                             | ЧРСП 2022                                 |
| 2022—23                                             | Дарья Морозова      | Михаил Васьков      |                          |                       | тренер: Т.А. Лукина                                              | КРСП 2022 (16 место) ЧРСП 2023 (7 место)  |
| 2023—24                                             | Дарья Морозова      | Михаил Васьков      |                          |                       | тренеры: А.Д. Грецкая, Д.Н. Степанов                             | КРСП 2023 (4 место)                       |
| 2023—24                                             | Дарья Морозова      | Михаил Васьков      |                          |                       | тренеры: В.Н. Гудин, А.Д. Грецкая                                | ЧРСП 2024 (9 место)                       |
| 2024—25                                             | Дарья Морозова      | Михаил Васьков      |                          |                       | тренеры (ЧРСП): В.Н. Гудин, А.Д. Грецкая                         | КРСП 2024 · ЧРСП 2025 (8 место)           |

(скипы выделены полужирным шрифтом)